# Phyllodoce varia
Phyllodoce varia är en ringmaskart som beskrevs av Treadwell 1928. Phyllodoce varia ingår i släktet Phyllodoce och familjen Phyllodocidae. Inga underarter finns listade i Catalogue of Life.